# Coralliophilinae
Coralliophilinae is een onderfamilie van weekdieren uit de klasse van de Gastropoda (slakken).

## Geslachten
- Babelomurex Coen, 1922
- Coralliophila H. Adams & A. Adams, 1853
- Emozamia Iredale, 1929
- Hirtomurex Coen, 1922
- Latiaxis Swainson, 1840
- Leptoconchus Rüppell, 1835
- Liniaxis Laseron, 1955
- Magilus Montfort, 1810
- Mipus de Gregorio, 1885
- Rapa Röding, 1798
- Rhizochilus Steenstrup, 1850